# Bizonylat
A bizonylat a gazdasági események számviteli nyilvántartása céljából készített okmány, amely rendelkezik a számvitelre vonatkozó jogszabályok által meghatározott tartalmi és formai kellékekkel.

## Fogalma
A számviteli törvény (2000. évi C. tv) 166. §-a definiálja a bizonylat fogalmát:
Bizonylat minden olyan a gazdálkodó által kiállított, készített külső vagy belső okmány (pl. számla) függetlenül annak nyomdai vagy egyéb előállítási módjától –, amelyet a gazdasági esemény számviteli nyilvántartására készítettek és annak megtörténtét hitelt érdemlően bizonyították.

## Magyarországi előírások
A magyar számvitelre vonatkozó, 2000. évi C. törvény szerint a számviteli bizonylatok kötelező kellékei:
- a bizonylat megnevezése és sorszáma vagy egyéb más azonosítója;
- a bizonylatot kiállító gazdálkodó (ezen belül a szervezeti egység) megjelölése;
- a gazdasági műveletet elrendelő személy vagy szervezet megjelölése, az utalványozó és a rendelkezés végrehajtását igazoló személy, valamint a szervezettől függően az ellenőr aláírása; a készletmozgások bizonylatain és a pénzkezelési bizonylatokon az átvevő, az ellennyugtákon a befizető aláírása;
- a bizonylat kiállításának időpontja, illetve kivételesen - a gazdasági művelet jellegétől, időbeni hatályától függően - annak az időszaknak a megjelölése, amelyre a bizonylat adatait vonatkoztatni kell;
- a (megtörtént) gazdasági művelet tartalmának leírása vagy megjelölése, a gazdasági művelet okozta változások mennyiségi, minőségi és - a gazdasági művelet jellegétől, a könyvviteli elszámolás rendjétől függően - értékbeni adatai;
- külső bizonylat esetében a bizonylatnak tartalmaznia kell többek között: a bizonylatot kiállító gazdálkodó nevét, címét;
- bizonylatok adatainak összesítése esetén az összesítés alapjául szolgáló bizonylatok körének, valamint annak az időszaknak a megjelölése, amelyre az összesítés vonatkozik;
- a könyvelés módjára, az érintett könyvviteli számlákra történő hivatkozás;
- a könyvviteli nyilvántartásokban történt rögzítés időpontja, igazolása;

A bizonylatokra vonatkozóan a jogszabályok a bizonylat fajtájától függő megőrzési időt írnak elő. A megőrzési idő alatt biztosítani kell az adatok olvashatóságát, ami azt jelenti, hogy elektronikus formában őrzött bizonylatok esetében meg kell őrizni az adatok olvasását biztosító hardver és szoftver eszközöket is.

## Fajtái

### Nyelve szerint
Bizonylat nyelve szerint: lehet magyar és idegen nyelvű. A bizonylatot magyar nyelven kell kiállítani, de az adatok más nyelven is feltüntethetőek. Az idegen nyelven kibocsátott, illetve befogadott bizonylatokon azokat az adatokat, megjelöléseket, amelyek a bizonylat hitelességéhez, a megbízható, a valóságnak megfelelő adatrögzítéshez, könyveléshez szükségesek, magyarul is fel kell tüntetni.

### Keletkezési helye szerint
- belső: ott helyben írja alá az átvevő (pl. pénztárbizonylat)
- külső: cégen kívül keletkezik (pl. átutalási megbízás)

### Adatfeldolgozásban betöltött szerepük szerint
- elsődleges az a bizonylat, amelyet a gazdasági művelet, esemény megtörtének, illetve a gazdasági intézkedés megtételének vagy végrehajtásának időpontjában készítenek (pl. pénztárbizonylat).
- másodlagos az a bizonylat, amelyet az elsődleges bizonylat alapján készítettek további feldolgozás vagy megőrzés céljára (pl. számlamásolat).
- összesítő az a bizonylat, amelyet több elsődleges vagy másodlagos bizonylat meghatározott célú összesítése céljából készítenek (pl. leltárösszesítő, időszaki pénztárjelentés).

### Kezelési módjuk szerint
Szigorú számadású: a kibocsátót bizonyos nyomtatványok esetében szigorú számadási kötelezettség terheli. Ennek célja, hogy a gazdálkodás elszámoltatható, ellenőrizhető legyen, illetve megelőzhetőek és elkerülhetőek legyenek a nyomtatványokkal történő visszaélések és károkozások. A szigorú számadású bizonylatok szigorúan sorfolytonos számozással vannak ellátva, továbbá a kiállítás sorrendjének követnie kell a sorszámozás rendjét (pl. számla, értékpapír, nyugta, pénztárbizonylat).
A szigorú számadású bizonylatok körét a Számviteli törvény határozza meg:
„168.§ (1) A készpénz kezeléséhez, más jogszabály előírása alapján meghatározott gazdasági eseményekhez kapcsolódó bizonylatokat (ideértve a számlát, az egyszerűsített adattartalmú számlát és a nyugtát is), továbbá minden olyan nyomtatványt, amelyért a nyomtatvány értékét meghaladó vagy a nyomtatványon szereplő névértéknek megfelelő ellenértéket kell fizetni, vagy amelynek az illetéktelen felhasználása visszaélésre adhat alkalmat, szigorú számadási kötelezettség alá kell vonni.
(2) A szigorú számadási kötelezettség a bizonylatot, a nyomtatványt kibocsátót terheli.
(3) A szigorú számadás alá vont bizonylatokról, nyomtatványokról a kezelésükkel megbízott vagy a kibocsátásukra jogosult személynek olyan nyilvántartást kell vezetni, amely biztosítja azok elszámoltatását.”
Bővebben lásd még: Szigorú számadású nyomtatványok.
Egyéb: szigorú számadási kötelezettség alá nem tartozó nyomtatványok, amelyeket fajtánként elkülönítve kell tárolni és hozzáférhetőségüket biztosítani (pl. átutalási megbízás, üzembehelyezési okmány).

### Előállítási módjuk szerint
Bizonylat kiállítható papír alapon illetve elektronikus formában is.
- Papír alapú bizonylat: kiállítható számlatömbből és gépi számlázás útján. A számítástechnikai eszköz útján, papírra nyomtatott számla (gépi számlázás) és a számlázóprogram részletes szabályairól a 24/1995. (XI. 22.) PM rendelet előírásai rendelkeznek.
- Elektronikus bizonylat (elektronikus számla): abban az esetben bocsátható ki, ha azt legalább fokozott biztonságú elektronikus aláírással és időbélyegzővel hitelesítik (PKI) vagy EDI rendszeren keresztül készül. Az elektronikus számlázás részletes szabályairól az Áfa törvény 175. §-a rendelkezik.

### Tartalma szerint
- pénzügyi bizonylatok: számla, banki átutalás, beszedési megbízás, csekk, számlakivonat stb.
- tevékenységi bizonylatok: megrendelés, visszaigazolás, fuvarlevél stb.
- átvételi bizonylatok: átvételi bizonylat, iratátvételi könyv stb.
- vegyes: Idesoroljuk azokat a bizonylatokat, amelyek a számviteli rendszerben a vegyes könyvelési tételek bizonylatait alkotják (pl. összesítő-, helyesbítő-, átvételezési bizonylatok, feladások, céltartalék képzés-, értékvesztés elszámolásának bizonylata, hitelezési veszteségek leírásának, a bérelszámolás és az adó elszámolásának bizonylatai).

## Bizonylatkészítés és -kezelés

### Kiállítás
A bizonylatra az adatokat úgy kell felvezetni tintával, írógéppel vagy nyomtatóval, hogy azok olvashatóak, megmásíthatatlanok, és hiánytalanok legyenek. Pénzösszegről szóló bizonylatoknál az összeget számmal, és betűvel is fel kell tüntetni.
Javításnál a hibásan feljegyzett adatot át kell húzni és a helyes adatot úgy kell rá felvezetni, hogy az eredeti beírás jól látható maradjon. A javítást el kell látni dátummal és a javító kézjegyével. Ezt minden példányon meg kell ismételni.

### Iktatás
A gazdálkodó szervezeteknek rendelkezniük kell iratkezelési szabályzattal. Az iratkezelési szabályzat tartalmazza az adott vállalkozáshoz beérkező dokumentumok és okmányok (bizonylat) átvételére vonatkozó jogosultságot és az átvétellel kapcsolatos, valamint az azt követő teendőket.

### Ellenőrzés
A bizonylatok ellenőrzésénél meg kell bizonyosodni azok hitelességéről, szabályszerűségéről, pontosságáról.

### Könyvelés
A feldolgozás a gazdálkodó könyvelésében való feljegyzést jelenti. Ez a könyvelés jelentheti az ún. analitikus és főkönyvi könyvelést is. Feldolgozni csak hibátlan, szabályosan kitöltött bizonylatokat lehet.

### Irattározás, megőrzés
A Számviteli törvény 169. § (2) bekezdése a könyvviteli elszámolást alátámasztó számviteli bizonylatok megőrzési idejét legalább 8 évben határozza meg, amelyeket az éves zárás befejezéséig a feldolgozás helyén kell tárolni. Az éves zárást követően a bizonylatokat irattározni kell a megőrzési határidőig (alapbizonylat: 8 év; beszámoló és az azt alátámasztó bizonylatok: 10 év; bér-, munkaügyi és társadalombiztosítási bizonylatok: 50 év). A megőrzési idő alatt biztosítani kell az adatok olvashatóságát, illetve ki kell zárni a törlődés, véletlen megsemmisülés, sérülés lehetőségét, továbbá a jogosulatlan hozzáférés esélyét.
Elektronikus adatoknál nemcsak az adatokat kell megőrizni, hanem a szoftvert és a szükséges hardvert is.

### Megsemmisítés
A bizonylatok a megőrzési határidő lejárta után a selejtezés általános szabályai szerint megsemmisíthetők.